# Islampur, Bidar
Islampur là một làng thuộc tehsil Bidar, huyện Bidar, bang Karnataka, Ấn Độ.